# Plüschow
Plüschow es un municipio situado en el distrito de Mecklemburgo Noroccidental, en el estado federado de Mecklemburgo-Pomerania Occidental (Alemania), a una altura de 34 metros. 
Su población a finales de 2016 era de 492 habs. y su densidad poblacional, 25 hab/km².